# Allen Kolstad

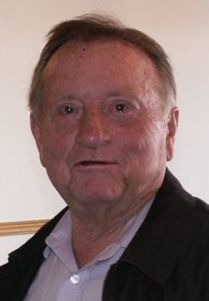
Allen Kolstad, 2005

Allen C. Kolstad (* 24. Dezember 1931 in Chester, Liberty County, Montana; † 2. August 2008 ebenda) war ein US-amerikanischer Politiker. Zwischen 1989 und 1991 war er Vizegouverneur des Bundesstaates Montana.

## Werdegang
Allen Kolstad besuchte die öffentlichen Schulen seiner Heimat und danach bis 1951 das Concordia College in Moorhead (Minnesota). Seit 1951 lebte er auf einer Farm südlich von Chester. Dort war er als Farmer und Rancher tätig. Gleichzeitig schlug er als Mitglied der Republikanischen Partei eine politische Laufbahn ein. Zwischen 1969 und 1975 saß er als Abgeordneter im Repräsentantenhaus von Montana; ab 1975 gehörte er dem Staatssenat an. In beiden Kammern war er Mitglied mehrerer Ausschüsse. Außerdem bekleidete er auf Staats- und Bundesebene mehrere Parteiämter. Seit Gerald Fords Präsidentschaftswahlkampf im Jahr 1980 unterstützte er die Wahlkämpfe aller republikanischen Präsidentschaftskandidaten der folgenden Jahre.
1988 wurde Kolstad an der Seite von Stan Stephens zum Vizegouverneur von Montana gewählt. Dieses Amt bekleidete er zwischen 1989 und seinem Rücktritt im Jahr 1991. Dabei war er Stellvertreter des Gouverneurs. 1990 kandidierte er erfolglos für den US-Senat. Sein Rücktritt erfolgte nach seiner Berufung in die International Boundry Commission, die sich mit amerikanisch-kanadischen Grenzfragen befasst. Dieses Mandat übte er bis 1993 aus. Zwischen 2004 und 2007 gehörte Kolstad dem Republican National Committee an. Er starb am 2. August 2008 in seiner Heimatstadt Chester.